# Dodge 30
La 30 è un'autovettura prodotta dalla Dodge dal 1917 al 1922. Fu l'evoluzione del primo modello realizzato dalla casa automobilistica statunitense, la 30-35. La 30 stata introdotta nel luglio del 1916 per il model year 1917.

## Storia

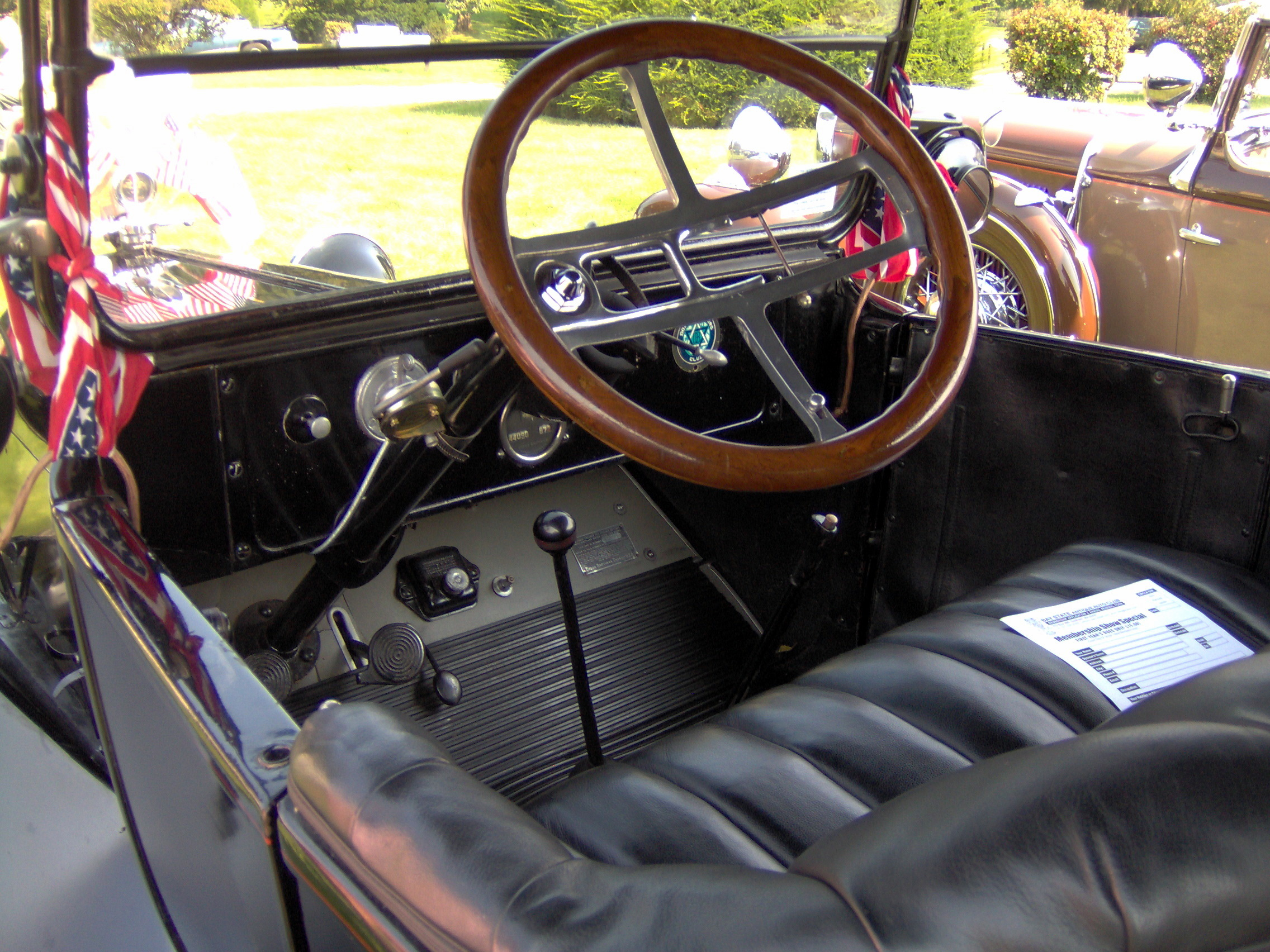
Gli interni di una Dodge 30 torpedo del 1920

Come il modello che sostituì, la Dodge 30 era dotata di un motore a valvole laterali e quattro cilindri in linea da 3.479 cm³ di cilindrata che erogava 35 CV di potenza. La potenza fiscale, da cui derivava il nome del modello, era di 30 CV. Il propulsore era anteriore, mentre la trazione era posteriore. Il cambio era a tre rapporti mentre la frizione era multidisco a secco. I freni erano meccanici e agivano sulle ruote posteriori.
Rispetto alla 30-35, il passo fu allungato. La Dodge 30 era disponibile con quattro tipi di carrozzeria, torpedo quattro porte, roadster due porte, berlina quattro porte e coupé due porte.
Nel 1918 i cambiamenti alla meccanica ed alla linea furono minimi. I fanali diventarono elettrici e furono aggiunti all'offerta il tachimetro e l'avviamento elettrico. Nel 1920 fu introdotta la versione "Rex", che era contraddistinta da un parabrezza leggermente inclinato. Sulle versioni berlina erano disponibili, in luogo delle ruote "artiglieria", delle ruote a raggi. Nel 1921, tra le opzioni, era offerto l'impianto di riscaldamento.
La Dodge 30 fu sostituita dalla 116 dopo 632.673 esemplari prodotti.